# Хазиев, Валий Хазиахметович
Валий Хазиахметович Хазиев (9 июля 1925 — 16 мая 1995) — стрелок 1126-го стрелкового полка 334-й стрелковой Витебской ордена Суворова дивизии 43-й армии 1-го Прибалтийского фронта, красноармеец. Герой Советского Союза.

## Биография
Родился 9 июля 1925 года в селе Уют (ныне — Сабинского района Татарии) в крестьянской семье. Татарин. Работал бригадиром в колхозе.
В Красной Армии с января 1943 года. Тогда же принял военную присягу в пулемётном училище на станции Татищево Саратовской области. Но окончить училище ему не пришлось, так как часть курсантов отправили на фронт в район города Великие Луки Псковской области, где располагался штаб 334-й стрелковой дивизии, сформированной в Татарской АССР.
В действующей армии с июня 1944 года. Участвовал в боях, освобождая Белоруссию. Стрелок 1126-го стрелкового полка комсомолец красноармеец Валий Хазиев в числе первых 25 июня 1944 года форсировал реку Западная Двина у деревни Гринёво Шумилинского района Витебской области Белоруссии. Достигнув берега, занятого противником, красноармеец В. Х. Хазиев, скрываясь за кустами, подполз к амбразуре вражеского дзота и противотанковой гранатой заставил замолчать его пулемёт. Так же была уничтожена ещё одна пулемётная точка противника. Вражеская атака захлебнулась, что дало возможность осуществить переправу полку и занять плацдарм. В этом бою на плацдарме был ранен, но не покинул поля боя до полного выполнения боевого задания.
Указом Президиума Верховного Совета СССР от 22 июля 1944 года за образцовое выполнение боевых заданий командования на фронте борьбы с немецко-вражеским захватчиками и проявленные при этом мужество и героизм красноармейцу Хазиеву Валию Хазиахметовичу присвоено звание Героя Советского Союза с вручением ордена Ленина и медали «Золотая Звезда».
После войны В. Х. Хазиев демобилизован. Жил и до выхода на пенсию работал в городе Зеленодольск Республики Татарстан. Умер 16 мая 1995 года.

## Награды
Награждён орденами Ленина, Отечественной войны 1-й степени, медалями. Удостоен звания «Почётный гражданин города Витебска».

## Память
В 1999 году одной из улиц города Зеленодольска присвоено имя Героя Советского Союза В. Х. Хазиева.